# Pedicia arctica
Pedicia arctica är en tvåvingeart som beskrevs av Frey 1921. Pedicia arctica ingår i släktet Pedicia och familjen hårögonharkrankar. Inga underarter finns listade i Catalogue of Life.